# 熊野川町嶋津
熊野川町嶋津（くまのがわちょうしまづ）は和歌山県新宮市の地名。面積は約3.5km2、2012年現在の総人口は14人。旧東牟婁郡熊野川町大字嶋津（しまづ）。郵便番号は647-1232（日足郵便局管区）。

## 地理
和歌山県の飛び地で、田辺市本宮町と北山村の間に位置している。三重県および奈良県に囲まれた和歌山県の飛び地となっている。隣接している自治体は三重県および奈良県で、和歌山県には隣接していない。東の北山川対岸には三重県熊野市紀和町の入鹿市街地がある。市外局番は和歌山県側の0735ではなく、三重県側と同じ05979を使用する。また、三重県の熊野市社会福祉協議会が熊野川町嶋津を事業エリアとしている。
新宮市の文化財である嶋津の森がある。

## 歴史
旧玉置口村の東南にあり、旧玉置口村地域との間に三重県南牟婁郡紀和町（旧：木津呂村）が深く入り込んでいる。江戸時代には北山川流域の荷を小川口まで出して船に積み新宮に送っていた。明治4年の府県区画整理で北山村を県境としたため、川の左岸の小川口は三重県となり、岸の小石河根が和歌山県になった。
1956年（昭和31年）9月30日に東牟婁郡玉置口村は合併により熊野川町となり玉置口村大字嶋津は熊野川町大字嶋津へ。2005年（平成17年）10月1日に熊野川町は新宮市と合併し、新宮市熊野川町嶋津となって現在に至っている。
2022年（令和4年）11月24日にテレビ東京のバラエティ番組『ナゼそこ?』で嶋津が取り上げられた。